# Japanse zakpijp
De Japanse zakpijp (Perophora japonica) is een zakpijpensoort uit de familie van de Perophoridae. De wetenschappelijke naam van de soort werd in 1927 voor het eerst geldig gepubliceerd door Oka.

## Beschrijving
De Japanse zakpijp is een onopvallende, kleine koloniale zakpijpensoort met een netwerk van slanke vertakkende stolonen waarop kleine, ronde, doorschijnende zoïden van ongeveer 4 mm lang voorkomen. De jongere delen van de kolonie zijn geelgroen. en de groeiende uiteinden van de uitlopers kunnen stervormige, felgele zoïden hebben. Deze zoïden kunnen gemakkelijk afbreken, wegdrijven en uitgroeien tot nieuwe kolonies.

## Verspreiding
De Japanse zakpijp is inheems in het gebied van de Baai van Peter de Grote in Rusland tot Japan en Korea. Als exoot is het geïntroduceerd in Europa, waaronder de zuidkust van Groot-Brittannië, Frankrijk en Nederland, en de westkust van de Verenigde Staten. In de VS zijn kolonies gevonden in de Humboldt Bay en baai van San Diego, Californië. Deze soort is waarschijnlijk geïntroduceerd door aangroei op scheepsrompen of door aquacultuurtransfers. Er zijn geen effecten gemeld in het geïntroduceerde verspreidingsgebied, maar het vervuilt gekweekte oesters in Japan. In 2004 werd de soort voor het eerst in de Nederlandse kustwateren waargenomen, aan de Noordzeekant van Neeltje Jans, dus net buiten de Oosterschelde. De Japanse zakpijp vestigt zich bij voorkeur aangehecht op andere zeedieren, waarbij de voorkeur uitgaat naar Japanse oesters en Japanse knotszakpijpen. 